# Grant Shaud
Grant Shaud (Evanston (Illinois), 27 februari 1961), geboren als Edward Shaud III, is een Amerikaans acteur.

## Biografie
Shaud doorliep de high school aan de Conestoga High School in Chester County (Pennsylvania) en haalde in 1979 zijn diploma. Hierna ging hij studeren aan de University of Richmond in Richmond (Virginia) en haalde in 1983 zijn diploma in journalistiek. In 1984 verhuisde hij naar New York en begon met acteren in lokale theaters.

## Filmografie

### Films
Uitgezonderd korte films.
- 2023 Among the Beasts - als rechercheur Mulberry
- 2017 Who We Are Now - als rechter
- 2016 The Pearl - als Michael Grant
- 2016 The American Side - als de professor
- 2014 Chu and Blossom – als Tim
- 2010 Below the Beltway – als Jeff Weiss
- 2006 Waltzing Anna – als JD Reno
- 2000 The Crow: Salvation – als Peter Walsh
- 1998 Antz – als voorman (stem)
- 1997 Men Seeking Women – als Les
- 1992 The Distinguished Gentleman – als Arthur Reinhardt
- 1989 The January Man – als verslaggever
- 1987 Wall Street – als jonge handelaar

### Televisieseries
Uitgezonderd eenmalige gastrollen.
- 2016 - 2019 Younger - als Bob - 7 afl.
- 1988 – 2018 Murphy Brown – als Miles Silverberg – 218 afl.
- 2015 Odd Mom Out - als ?? - 2 afl.
- 2008 Medium – als dr. Leo Crane – 2 afl.
- 2003 – 2004 Oliver Beene – als dr. Jerrimiah Beene – 24 afl.
- 2000 Madigan Men – als Alex Rosetti – 12 afl.
- 1986 Kate & Allie – als Jack – 2 afl.